# La Prise de Tournavos
La Prise de Tournavos, també coneguda com La Prise de Tournavos par les Troupes du Sultan, és un curtmetratge mut de 1897 dirigit per Georges Méliès.

## Producció
El 20 i el 23 d'abril de 1897, en una primera lluita a la Guerra greco-turca (1897), les forces gregues i turques van lluitar a la ciutat de Tírnavos (també escrit Turnavos o Tournavos) a la plana de Larisa. Els grecs van ser derrotats i van abandonar la ciutat. La pel·lícula de Méliès és una reconstrucció escenificada d'una escena de la batalla.
La pel·lícula es va fer en un plató dissenyat amb l'estil reconeixible de Méliès. Tot i que Méliès normalment posava en escena els seus actors amb un bloc d'inspiració teatral i els filmava des d'un punt de vista frontal plan llarg, els actors s'hi escenifiquen de manera més tridimensional, de vegades s'acosten molt a la càmera.

## Estrena i supervivència
La Prise de Tournavos és un dels quatre actualités reconstituées de Méliès fets el 1897 per il·lustrar els esdeveniments recents de la guerra greco-turca d'aquell any. Va ser estrenat per la Star Film Company de Méliès i té el número 106 dels seus catàlegs.
Al Regne Unit, la pel·lícula va ser venuda per la Warwick Trading Company, on va ser anunciada com Troopers Last Stand i descrita com "un incident de la guerra turco-grega". Altres expositors el van anunciar amb diferents noms: el juny de 1897 a Alemanya, Philipp Wolff el va anunciar com Capture of a House in Turnavos'; al Regne Unit, Wolff l'anomenava Turks Attacking a House Defended By Greeks (Turnavos); i als Estats Units l'any 1898, Eberhardt Schneider la va presentar com a Defence of a House, Turco-Grecian War. Un breu informe en una publicació comercial britànica, Photograms of the Year, és l'única descripció contemporània coneguda de la pel·lícula.
La pel·lícula es va suposar perduda fins al 2007, quan l'estudiós cinematogràfic Stephen Bottomore va identificar una còpia supervivent a la col·lecció del National Film and Television Archive de Londres. També hi sobreviu una còpia al Centre national de la cinématographie.